# Maksar
Maksar (także: Maktar; arab. مكثر, fr. Makthar, łac. Mactaris) – miasto w północno-środkowej Tunezji, w gubernatorstwie Siljana, ok. 13 tys. mieszkańców (stan z 2013 roku). W pobliżu znajdują się ruiny starożytnego miasta rzymskiego, oddzielone od nowych zabudowań niewielkim wąwozem.

## Historia
Historia starożytnego miasta sięga II wieku p.n.e., kiedy numidyjski władca Masynissa nakazał zbudowanie twierdzy chroniącej przed napaściami Berberów. Największy rozkwit Maksaru przypadł jednak na okres panowania Rzymian w II wieku n.e., gdy zyskał on status kolonii pod nazwą Colonia Aelia Aurelia Mactaris. W połowie XI stulecia dawne miasto doszczętnie zniszczyły muzułmańskie plemiona Banu Hilal. Miasto współczesne zostało założone w XIX wieku przez francuskiego oficera o nazwisku Bordier.

## Stanowisko archeologiczne
Na terenie rozległego kompleksu wykopalisk zachowały się m.in. pozostałości punickiego tofetu i megalitycznego sanktuarium, zaś z czasów rzymskich ruiny forum, bazyliki, term, świątyń i gimnazjonu, a także kościołów starochrześcijańskich. W czasach rzymskich utrzymywały się również tradycje punickie, o czym świadczy kilka zachowanych inskrypcji neopunickich oraz funkcjonowanie tofetu poświęconego Baalowi Hammonowi.
W pobliżu forum usytuowany jest łuk triumfalny Trajana z 116 roku, naprzeciw którego znajdują się pozostałości bazyliki Hildegunsa z V wieku n.e., zwanej również „kościołem Wandalów”. Nieco dalej zachowały się resztki schola juvenum przekształconej w obiekt sakralny. Na południowo-zachodnim krańcu kompleksu natrafiono na nekropolę wczesnochrześcijańską i starsze grobowce numidyjskie.
Poza ścisłym obszarem kompleksu wykopalisk w Maksarze znajdują się także m.in. pozostałości starożytnej świątyni Apollina w stylu miejscowej architektury, drugi łuk triumfalny oraz grobowiec dolmenowy położony w samym centrum współczesnego miasta.

## Galeria

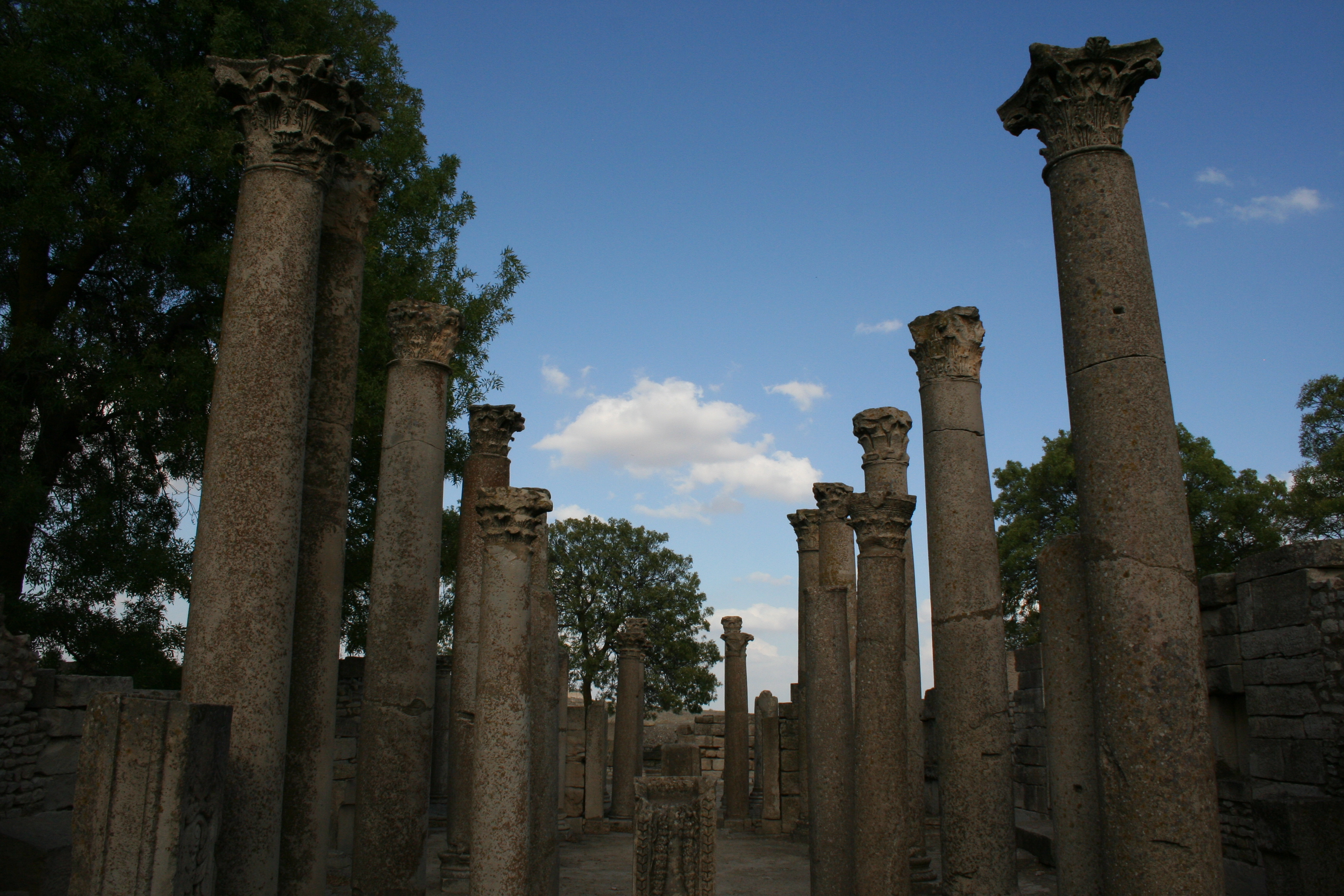
Schola juvenum
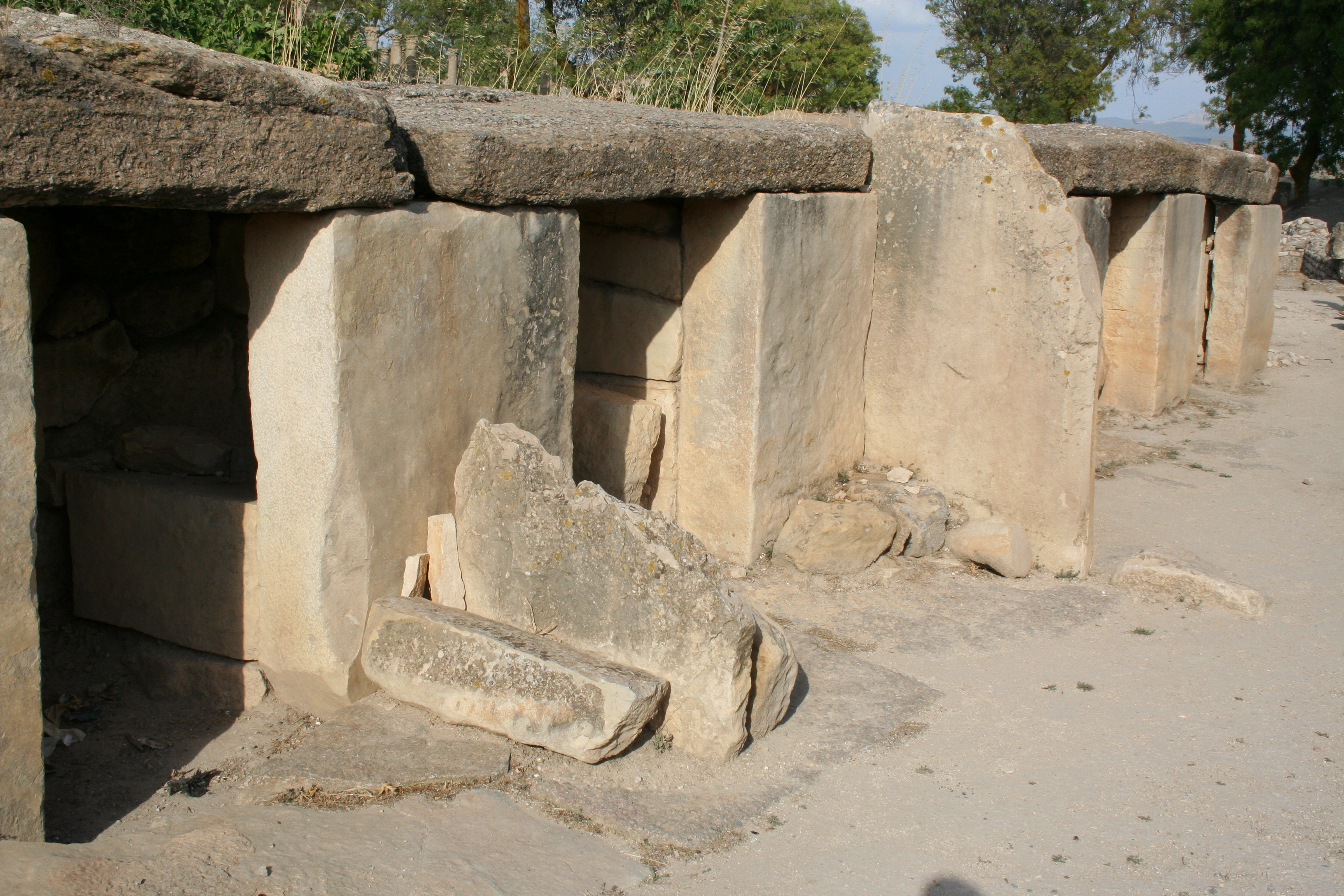
Budowle megalityczne
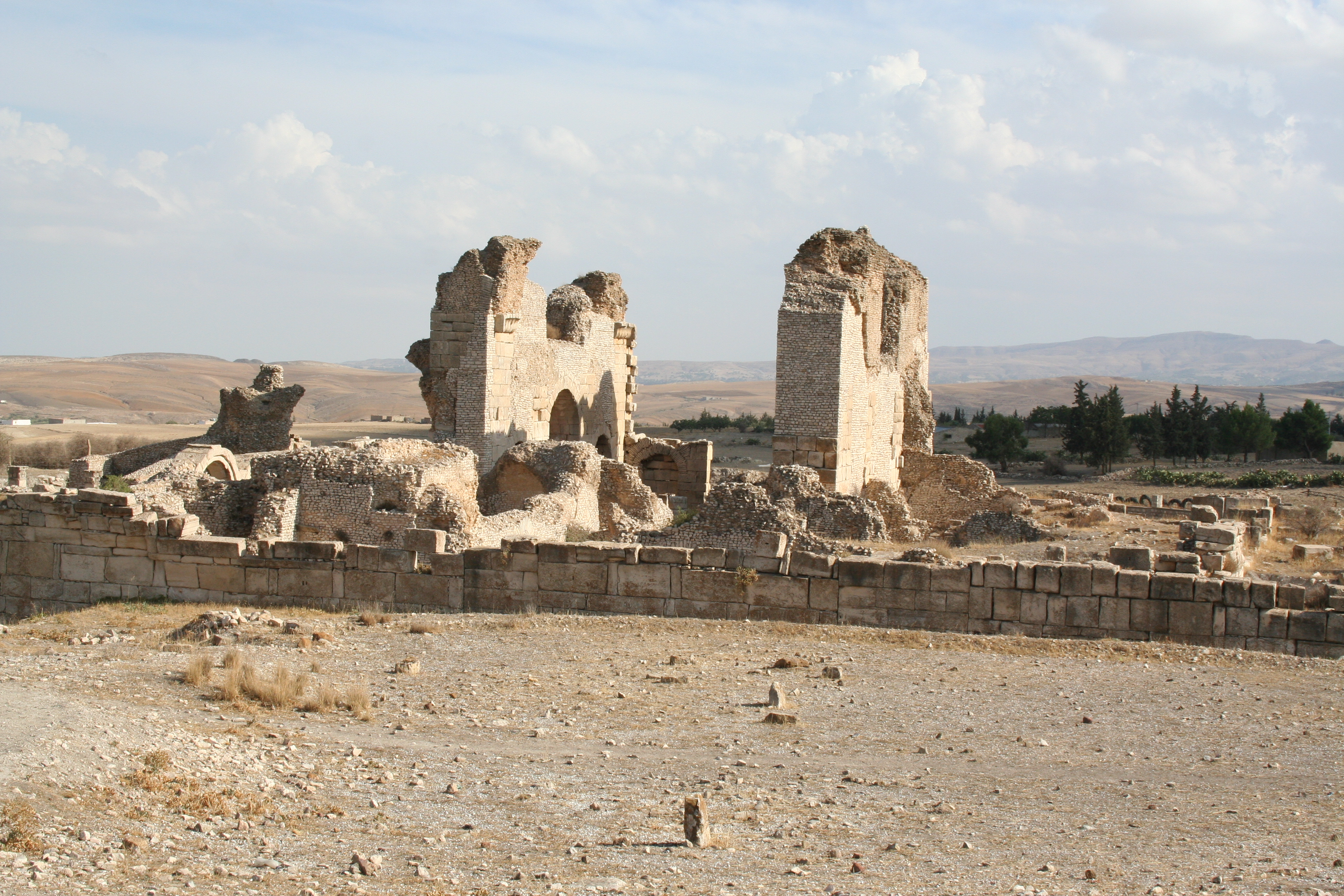
Łaźnie rzymskie